# 2016年のカリビアンシリーズ
2016年のカリビアンシリーズ（スペイン語：Serie del Caribe 2016, 英語：2016 Caribbean Series）は、2016年2月1日から7日にかけてドミニカ共和国サントドミンゴで開催された野球の国際大会。会場はエスタディオ・キスケージャ。

## 出場チーム
| 国・地域       | チーム名                           | 監督                 | リーグ(シーズン)                                                                    |
| -------------- | ---------------------------------- | -------------------- | ----------------------------------------------------------------------------------- |
| キューバ       | ティグレス・デ・シエゴ・デ・アビラ | ロヘル・マチャド     | セリエ・ナシオナル・デ・ベイスボル(2014-15)                                         |
| メキシコ       | ベナドス・デ・マサトラン           | フアン・ホセ・パチョ | リーガ・メヒカーナ・デル・パシフィコ(2015-16)                                       |
| ベネズエラ     | ティグレス・デ・アラグア           | エドゥアルド・ペレス | リーガ・ベネソラーナ・デ・ベイスボル・プロフェシオナル(2015-16)                     |
| ドミニカ共和国 | レオネス・デル・エスコヒード       | ルイス・ロハス       | リーガ・デ・ベイスボル・プロフェシオナル・デ・ラ・レプブリカ・ドミニカーナ(2015-16) |
| プエルトリコ   | カングレヘロス・デ・サントゥルセ   | カルロス・レスカーノ | リーガ・デ・ベイスボル・プロフェシオナル・ロベルト・クレメンテ(2015-16)             |

## 会場
| ドミニカ共和国 サントドミンゴ |
| エスタディオ・キスケージャ    |
| キャパシティ:14,469人         |

## 結果
べナード・デ・マサトランが、11年ぶり2回目の優勝。